# リイシューレコーズ
株式会社リイシューレコーズ（REISSUE RECORDS inc.）は、米津玄師の個人事務所として設立された日本の芸能事務所。日本音楽制作者連盟正会員で、日本音楽出版社協会の準会員である。

## 沿革
- 2011年
  - 8月 - ボカロPとして活動していた「ハチ」のホームページとしてREISSUE RECORDS（reissuerecords.net）という名のウェブサイトを立ち上げる[4]。
- 2013年
  - 4月 - 米津玄師のメジャーデビューに先立ち、株式会社リイシューレコーズとして法人設立[5]。
  - 5月 - 米津玄師がシングル「サンタマリア」をユニバーサルシグマからリリースし、メジャーデビュー[6]。
  - 10月 - 米津玄師のハチ名義でのアルバム『花束と水葬』『OFFICIAL ORANGE』の再発盤をREISSUE RECORDSからリリース[7][8][9]。
- 2016年
  - 9月 - 米津玄師がシングル『LOSER/ナンバーナイン』をソニー・ミュージックレコーズからリリース。ユニバーサル ミュージックからの移籍[10]。
- 2017年
  - 5月 - 米津玄師の1stアルバム『diorama』の再発盤をREISSUE RECORDSからリリース。これで米津のCD作品は全てメジャーからリリースされた[要出典]。
- 2019年
  - 9月 - 米津玄師の10thシングル『馬と鹿』をソニー・ミュージックレーベルズ内のSME Recordsよりリリース[11]。ソニー・ミュージックレコーズからの移籍となった。
- 2020年
  - 8月 - リイシューレコーズのロゴとなるねこの形をしたイラストを商標登録（出願は2019年9月）[12]。
- 2023年
  - 7月 - CDシングル「地球儀」の発売を記念し移動型フォトスポット「リイシューねこちゃんバス」の巡回を実施[13][14]。

## 所属アーティスト
- 米津玄師・ハチ